# San Pedro (Retablo de Talavera)
San Pedro, del antiguo Retablo de Talavera la Vieja, es una obra del Greco, que figura con el número 11 en el catálogo razonado realizado por el profesor e historiador del arte Harold Wethey.

## Análisis de la obra
- Pintura al óleo sobre lienzo; 125 x 46 cm.; Real Monasterio de Santa María de Guadalupe (Provincia de Cáceres) España

Harold E. Wethey se muestra bastante displicente con esta obra. Opina que el dibujo es del Greco, pero que la realización pictórica seguramente es obra de su taller.  En el desaparecido retablo de Talavera la Vieja, este lienzo estaba colocado a la izquierda de la escultura de la Virgen del Rosario, con respecto al espectador. Según el contrato inicial, El Greco debía realizar un lienzo representando a San José, a la derecha de dicha escultura, y otro lienzo figurando a San Andrés, a la izquierda de la estatuilla. Finalmente San José fue substituido por Simón Pedro, colocando el lienzo a la izquierda, mientras que la pintura que representaba a San Andrés se situó en la parte derecha del retablo.
San Pedro tiene su rostro dirigido hacia la estatua del centro del retablo. Alrededor de su cabeza hay una especie de nimbo romboidal, que procede de las nubes. Presenta una tipología alargada, nerviosa y elegante, que tiene un precedente en las figuras de San Juan Evangelista y de San Juan Bautista, del retablo mayor del conjunto de los Retablos de Santo Domingo el Antiguo, y que más tarde se repetiría en muchas imágenes de la posterior producción del maestro cretense. Sin embargo, esta forma especial de representar a San Pedro no se volvió a repetir en ninguna otra obra conocida del Greco, ni tampoco de su taller.
El personaje llena la mayor parte del lienzo, presentando un canon alargado. Sin embargo, sus brazos, piernas y los pies no presentan ninguna distorsión, la cual se limita su cuerpo. El color, la expresión, el gesto, el ropaje, el fondo nebuloso y la concepción de la imagen muestran una excelente concepción pictórica, con intensidad y vigor en cada uno de los detalles. El uso de las sombras, tanto en rostro, la barba, como en el cabello es magistral, con superposiciones, transparencias, raspaduras y pequeñas pinceladas, que sugieren cada materia con precisión.